# Le 7 città di Atlantide
Le 7 città di Atlantide (Warlords of Atlantis), noto anche col titolo I signori della guerra di Atlantide, è un film del 1978 diretto da Kevin Connor. È un film fantastico-fantascientifico britannico basato sul ritrovamento della mitica Atlantide.

## Trama
La vicenda si svolge agli inizi del 1900, quando il professor Aitken e suo figlio Charles si imbarcano, con l'ingegnere Greg Collinson che ha costruito una campana subacquea, nella Texas Rose guidata dal capitano Daniels. La spedizione ha il fine di trovare alcune rarità marine, ma una volta immersi con la campana Greg e Charles si imbattono in un mostro marino poco prima di portare in superficie un'enorme statua d'oro. Ciò crea scompiglio sulla nave: i marinai Grogan, Fenn e Jacko vogliono la statua tutta per loro, tagliano i collegamenti con la campana e, dopo aver sparato al professor Aitken, una gigantesca piovra emerge e cattura i tre marinai più il capitano, lasciando sulla nave il giovane Sandy e il professore ferito. 
La grossa piovra porta marinai e campana attraverso un cunicolo sotto il mare, fino ad un mondo sconosciuto di tipo medioevale dove i sei vengono accolti da Atmir che, con i suoi guardiani dal corpo umano e la testa di pesce, li porta a Vaar, la quarta delle sette città di Atlantide, e li fa arrestare, tranne Charles che, ammirato per il suo intelletto, viene portato dalla dirigenza atlantidea, che si scopre essere marziana. Intanto gli altri cinque fanno amicizia con Briggs, capitano della celebre nave Mary Celeste, scomparso più di venti anni prima, e con sua figlia Delphine che, dopo la morte del padre ucciso da un mostro marino, aiuta il gruppo a recuperare Charles e a darsi alla fuga. 
Dopo aver perso Jacko a causa di un altro mostro marino, i cinque recuperano la campana subacquea e tornano alla Texas Rose, non prima di un ultimo scontro a fuoco con Admir e i suoi guardiani che non vogliono rinunciare a Charles. Sulla nave, Sandy accusa i due marinai di ammutinamento, ma il capitano Daniels, che aveva sparato lui al professore, è d'accordo con loro e fa imprigionare Greg, Charles, il professore e Sandy. 
La grossa piovra di prima non si è dimenticata di loro e riprende la statua d'oro, uccidendo il capitano e affondando la nave. Greg, Charles, il professore e Sandy si salvano con una scialuppa con i due ammutinati Grogan e Fenn che la spingono a nuoto.

## Produzione
Il film, una produzione britannica, fu girato a Malta.
Cyd Charisse si produce in un cameo.

## Critica
(Fantafilm)